# Gretchen Mol

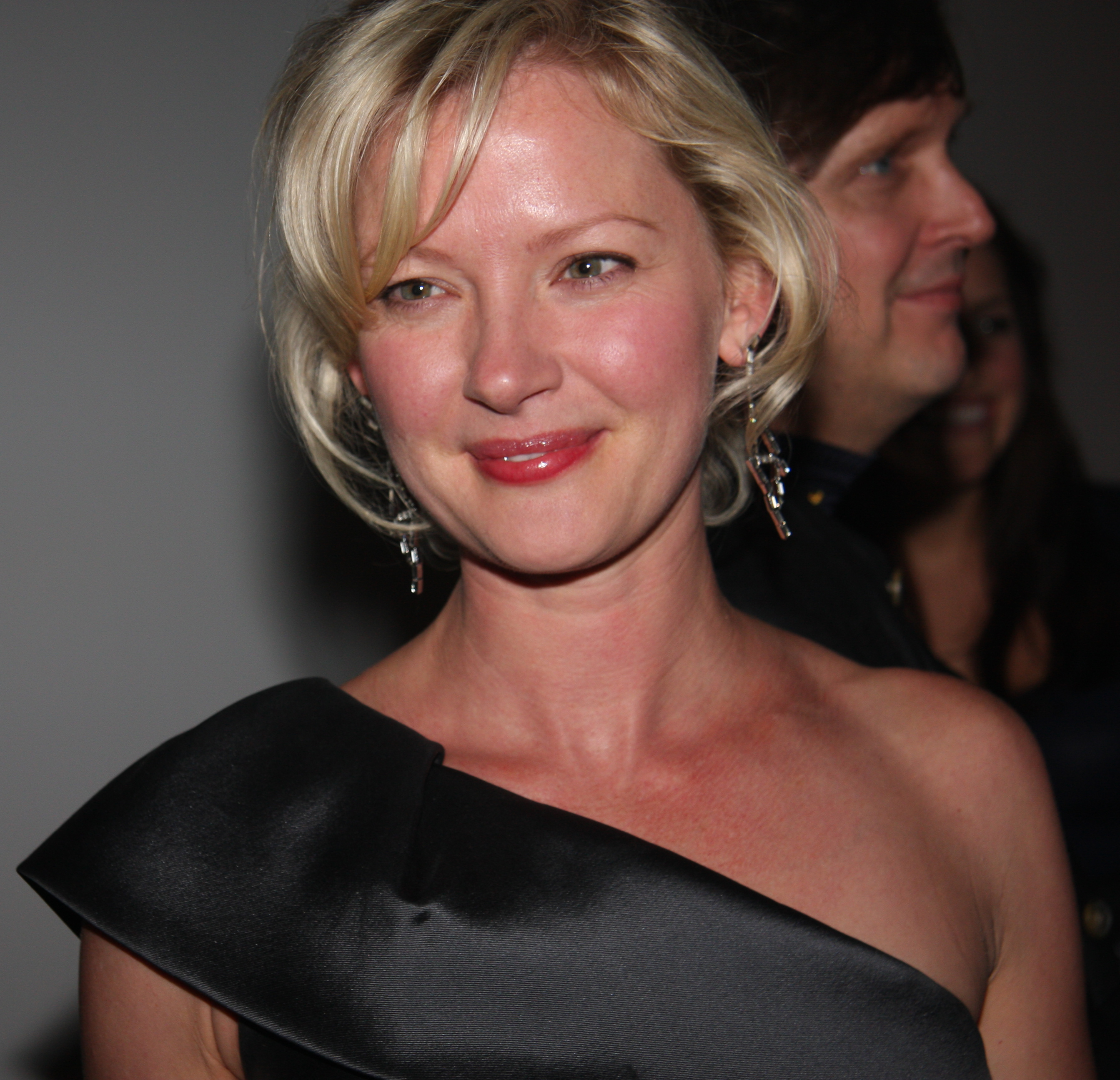
Gretchen Mol, 2009.

Gretchen Mol, född 8 november 1972 i Deep River, Connecticut, är en amerikansk skådespelare.

## Filmografi, urval
- 1997 – Donnie Brasco
- 1998 – Rounders - Sista spelet
- 1999 – 13:e våningen
- 1999 – Dur och moll
- 2006 – Puccini for Beginners
- 2007 – 3:10 to Yuma
- 2008 – Life on Mars (TV-serie)
- 2010–2014 – Boardwalk Empire (TV-serie)
- 2016 – Manchester by the Sea
- 2016 – A Family Man
- 2016–2017 – Chance (TV-serie)
- 2019 – Sequestrada
- 2022 – Palm Trees and Power Lines
- 2024 – The Invisibles
- 2024 – Millers in Marriage